# John Devoy
John Devoy (Kill, 3 settembre 1842 – Atlantic City, 29 settembre 1928) è stato un politico e rivoluzionario irlandese.

## Biografia
Devoy nacque a Kill, nella contea di Kildare, il 3 settembre 1842, figlio di un contadino e operaio chiamato William Devoy. Dopo la carestia, la famiglia si trasferì a Dublino, dove la madre di Devoy ottenne un lavoro nel birrificio Watkins. Devoy ha frequentato la scuola serale all'Università Cattolica prima di unirsi ai Feniani. Nel 1861 si recò in Francia con un'introduzione da Timothy Daniel Sullivan a John Mitchel. A diciotto anni si unì alla Legione straniera francese e prestò servizio in Algeria per un anno prima di tornare nuovamente in Irlanda per diventare un organizzatore feniano a Naas, Contea di Kildare. Nel settembre 1865 James Stephens lo incaricò del reclutamento di nuovi affiliati tra le file dei soldati irlandesi all'interno dei reggimenti britannici. Nel novembre dello stesso anno Stephens venne arrestato con l'accusa di tradimento e incarcerato nel penitenziario di Richmond, dal quale riuscì ad evadere il 24 novembre 1865 grazie ad una operazione di soccorso organizzata dallo stesso Devoy.

Il 22 febbraio 1866, Devoy fu arrestato a sua volta arrestato e dopo un anno condannato per tradimento ai lavori forzati; dopo aver trascorso quattro anni in diverse prigioni inglesi, venne rilasciato nel gennaio del 1871. 
In quello stesso anno emigrò negli Stati Uniti con il gruppo dei cosiddetti Cuba Five, insieme a  Jeremiah O'Donovan Rossa, Charles Underwood O'Connell,Henry Mullady e John McClure, tutti prigionieri politici che accettarono l'esilio dal territorio britannico fin a quando non avessero scontato per intero tutto il periodo della loro pena in cambio del loro trasporto negli Stati Uniti sulla nave da trasporto SS Cuba. 

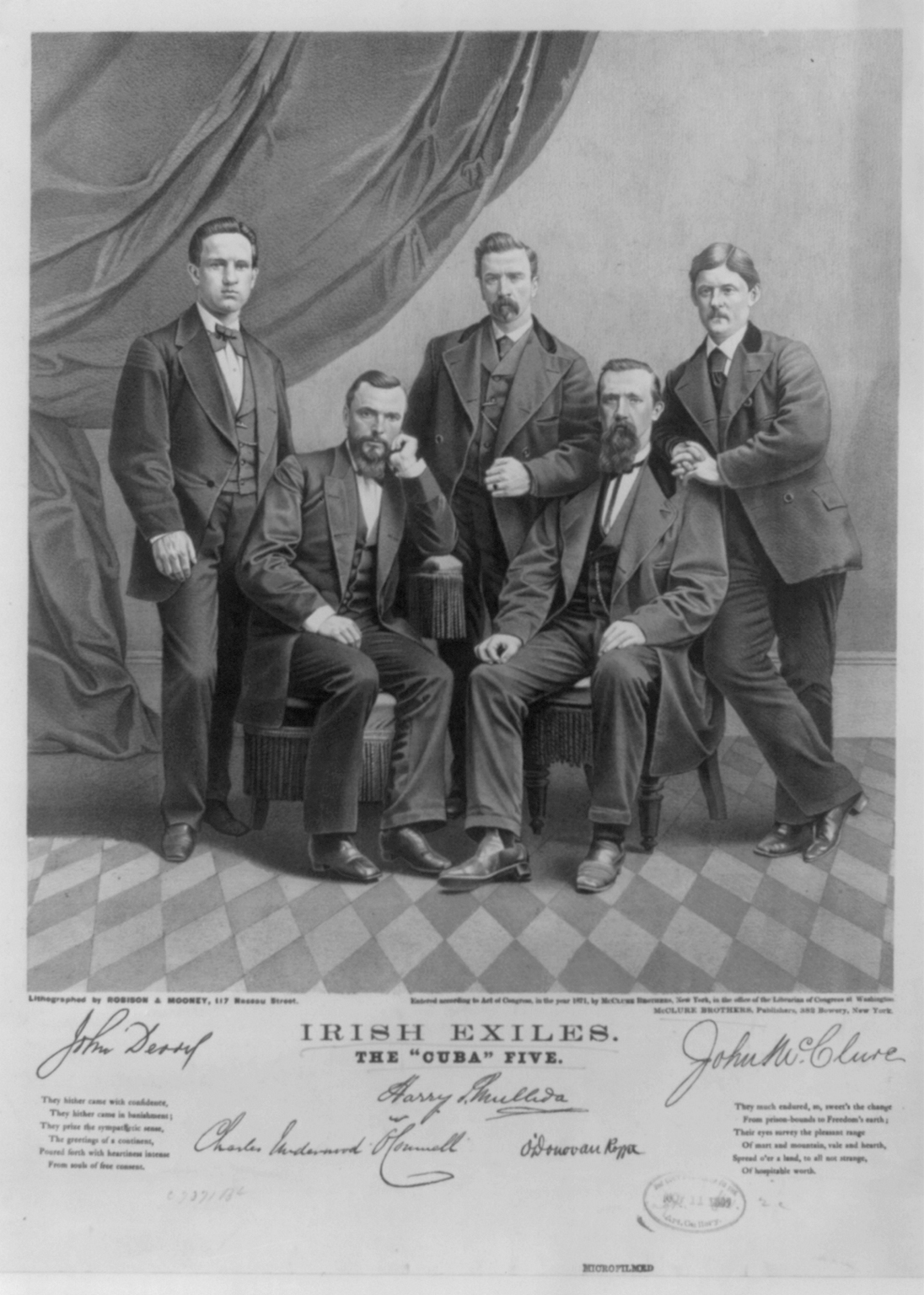
Foto del gruppo dei Cuba Fives

Al suo arrivo a New York, il gruppo dei Cuba Five si adoperò per riorganizzare il movimento indipendentista irlandese in America fondando una nuova organizzazione dal nome Irish Confederation che tuttavia si rivelò fallimentare. A seguito di questo falliomento, in maniera autonoma, Devoy organizzò un nuovo movimento nel 1867, il Clan na Gael, diventando nel frattempo anche direttore del New York Herald. A dispetto delle forti divisioni interne, il nuovo movimento divenne la principale organizzazione nazionalista irlandese in terra statunitense, che rimase attiva per almeno cinquant'anni. Nel 1875, per mezzo della sua organizzazione, organizzò la fuga di sei Feniani dalla prigione di Fremantle nell'Australia Occidentale a bordo della nave Catalpa; grazie al clamoroso successo di questa operazione ottenne il giusto peso politico per proporre nel 1877 ai rappresentanti della Irish Republican Brotherhood il riconoscimento della propria organizzazione.Nel 1878 giunse a New York Michael Davitt, da poco rilasciato, che ebbe una lunga consultazione per Devoy per organizzare e lanciare la serie di iniziative rivoluzionarie note storicamente come New Departure.

Nel 1879, si recò in Irlanda, dove ha incontrò Charles Kickham, John O'Leary e Michael Davitt, sostenendo dal 1880 la campagna della guerra agraria condotta da Charles Stewart Parnell.
Nonostante il suo scetticismo, sostenne finanziariamente gli Irish Volunteers dal 1914, grazie alla richiesta di Patrick Pearse e alla visita di Roger Casement in Germania. Finanziò anche la rivolta di Pasqua del 1916, nonostante avesse ben poco rilievo. Nel 1919 visitò nuovamente l'Irlanda su invito del Dáil Éireann e nel 1921 fu a favore del Trattato anglo-irlandese. Morì in povertà ad Atlantic City (New Jersey) e fu sepolto definitivamente nel cimitero di Glasnevin, Dublino.